# هنامه
هُنامِه(به کردی: هِه‌نامَ)نام روستایی در استان خراسان شمالی است. این روستا از توابع شهرستان شیروان است.

## موقعیت
روستای هنامه در ۱۸ کیلومتری شمال شیروان واقع است که از شمال با ذاکرانلو و از جنوب با غارهای هنامه و باغان و از شرق با گدوگانلو و درّه اوغاز و از غرب با قلعه‌چه و قلجق ارتباط دارد. هنامه مرکز دهستان سیوکانلو شیروان است.

## بخش‌های روستا
این روستا از سه حصار «خان، زمانگ و همبر» تشکیل یافته که رودخانه نسبتاً پرآبی از وسط آن عبور می‌کند سر چشمه رودخانه هنامه کوه‌های سرسبز آرموتلی اوغاز، کوه قنبر و کوه پتله گاه و کوه سنجربیگ است.

## پیشینه تاریخی
روستای هنامه از قراء تاریخی شیروان است که قدمت ان به زمان زرتشتیان می‌رسد.

## آثار تاریخی

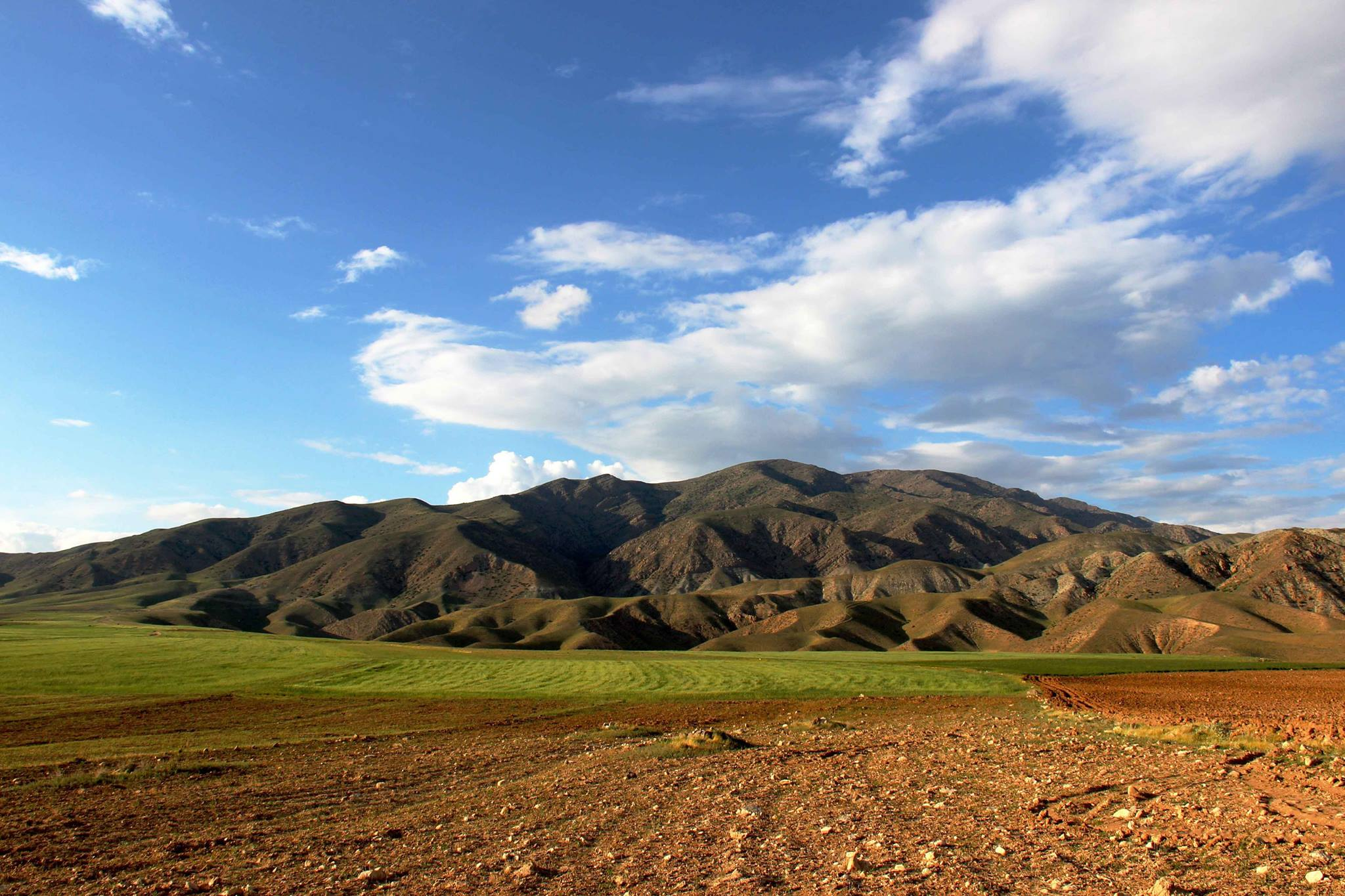
روستای هنامه، کوه پتلگاه

در کوه‌های جنوب شرقی منتهی به هنامه آثار شهر یا قصبه‌ای بزرگ از زیر خاک و سنگ به علت فرسایش کوه قد برافراشته که نظر هر بیننده‌ای را جلب می‌کند. این آثار قدیمی دارای طاقهای متعدد و خانه‌های مسکونی و کندوها، آخور چهارپایان، آتشدانها و کوچه پس کوچه‌های بسیاری است که هنوز قسمت اعظم آن در زیر و داخل کوه دارد.
در قسمت شمال هنامه نیز آثار معادن شدّادی و کوره‌های قدیمی و سنگها و آجرهای ذوب شده بخصوص در نزدیکی چشمه ترناب به‌خوبی نمایان است. مقبره قدیمی «اورته شیخ» و درختهای کهنسال اُرس در این محل جملگی قدمت و تاریخی بودن روستای هنامه را گواهی می‌دهند.

## معنای اسم روستا
هنامه در زبان زرتشتی به خوشنام، محل پاک و مقدس نیز معنی می‌شود.

## محصولات
محصولات عمده روستا: فراورده‌های دامی ـ گندم ـ جوـ کشمش، سیب، گلابی و گردو و صنایع‌دستی آن قالیبافی و گلیم است.

## کشتی با چوخه
در روزهای عید نوروز و مواقع فراغت از کار مردم هنامه در محلّی به نام «بیری» جایگاه دوشیدن گوسفندان، مراسم سنتی کشتی با چوخه را با نوای دهل و سُرنا برگزار می‌کنند.